# Desmond Fa'aiuaso
Desmond Richmond Fa'aiuaso (24 de fevereiro de 1984) é um futebolista samoano que atua como atacante. Joga pelo Lepea (desde 2016) e também pela seleção nacional.

## Carreira em clubes
Fa'aiuaso jogou a maior parte de sua carreira em seu país natal (Titavi, Lepea, Tuanaimoto Breeze e Vailima Kiwi) e na Nova Zelândia, onde representou YoungHeart Manawatu, Team Taranaki e Central United. Entre 2007 e 2009, jogou no AS Pirae, um dos principais clubes da Polinésia Francesa.

## Carreira internacional
Sua estreia pela Seleção Samoana foi em abril de 2001, pelas eliminatórias oceânicas para a Copa de 2002, contra o selecionado de Tonga. 
Com apenas 17 anos de idade, fez 4 gols na vitória por 8 a 0 frente à Samoa Americana. É o recordista de jogos por Samoa (20 partidas) e o maior artilheiro (9 gols). 

## Links
- Player profile – YoungHeart Manawatu
- NZFC stats – NZFC
- Desmond Fa'aiuaso em National-Football-Teams.com